# Тур, Эдгар
Эдгар Тур (эст. Edgar Tur; род. 28 декабря 1996, Таллин) — эстонский футболист, крайний защитник сборной Эстонии.

## Биография
Начинал заниматься футболом в детской команде ТФМК, в 9-летнем возрасте перешёл в школу «Инфонета». С 2012 года выступал на взрослом уровне за второй состав «Инфонета», за пять сезонов поднялся вместе с командой из четвёртого дивизиона Эстонии во второй. За основную команду «Инфонета» сыграл единственный матч в высшей лиге Эстонии 23 марта 2014 года против «Пайде», заменив на 66-й минуте Максима Липина.
В 2017 году перешёл в «Пайде» и стал регулярным игроком высшей лиги. В первой половине 2019 года выступал на правах аренды за клуб высшего дивизиона Болгарии «Ботев» (Враца), где играл вместе с ещё одни эстонцем, Тревором Элхи. После окончания аренды продолжил играть за «Пайде». 1 ноября 2020 года стал автором хет-трика в игре против «Курессааре». За «Пайде» провёл более 130 матчей, становился серебряным (2020) и бронзовым (2021) призёром чемпионата страны, обладателем Кубка Эстонии (2022).
В 2023 году перешёл в таллинскую «Левадию». Вице-чемпион Эстонии 2023 года.
Включается в заявки на сезон как крайний защитник, но также может сыграть в полузащите и нападении.
Выступал за молодёжную и олимпийскую сборные Эстонии.
7 октября 2020 года дебютировал в национальной сборной в игре против Литвы, заменив на 65-й минуте Франка Лийвака. В 2020 году провёл 2 матча, в начале 2024 года после трёхлетнего перерыва снова призван в сборную. 8 июня 2024 года стал автором своего первого гола в матче со сборной Фарерских Островов.